# جان ایر (بازیکن فوتبال)
جان ایر (انگلیسی: John Eyre؛ زادهٔ ۹ اکتبر ۱۹۷۴) بازیکن فوتبال اهل بریتانیا است.
از باشگاه‌هایی که در آن بازی کرده‌است می‌توان به باشگاه فوتبال هال سیتی، باشگاه فوتبال اسکانتورپ یونایتد، باشگاه فوتبال اولدهام اتلتیک، و باشگاه فوتبال نورث فریبی یونایتد اشاره کرد.